# Tacrina

La Tacrina es una anti-colinesterasa de acción central y un agonista colinérgico indirecto (parasimpatomimético). Fue el primer inhibidor de la colinesterasa de acción central aprobada para el tratamiento de enfermedad de Alzheimer, y fue comercializada bajo el nombre de Cognex. La tacrina fue primeramente sintetizada por Adrien Albert en la Universidad de Sídney. También actúa como inhibidor de la histamina N-metiltransferasa.

## Uso clínico
La tacrina fue el inhibidor de la acetilcolinesterasa prototípico para el tratamiento de la enfermedad de Alzheimer. William K. Summers recibió una patente para este uso (Núm. de Patente de los EE. UU. 4,816,456). Los estudios sugirieron que podría tener un efecto beneficioso en la cognición y otras medidas clínicas, aunque los datos de estudio fueron limitados y la relevancia clínica de estos hallazgos fue insuficiente.